# Cubaris helmsiana
Cubaris helmsiana är en kräftdjursart som beskrevs av Charles Chilton 1917. Cubaris helmsiana ingår i släktet Cubaris och familjen Armadillidae. Inga underarter finns listade i Catalogue of Life.